# جوسيبي بونيزوني
جوسيبي بونيزوني (Giuseppe Bonizzoni )، (جينيفولتا، 22 أبريل 1908 - 12 يوليو 1970) لاعب كرة قدم إيطالي. بدأ روكو مسيرته كلاعب كرة قدم في نادي كيرمونيزي، ثم انتقل إلى إيه سي ميلان عام 1931 , ولعب معهم 248 مباراة وسجل 3 أهداف. ثم انتقل إلى نادي بادوفا 1940 واعتزل عام 1941 .